# Il corpo (film 1974)
Il corpo è un film di genere erotico drammatico del 1974 diretto da Luigi Scattini.

## Trama
La bellissima e sensuale Princesse è una giovane desiderosa di vita e avventure che vive sull'isola di Trinidad. Antoine, l'uomo con cui convive, sembra però interessato più al rum che a lei. Princesse sogna così un'occasione per fuggire dall'isola e da Antoine. E un giorno l'occasione arriva: si chiama Alain ed è un giovane e aitante avventuriero. Questi, travolto dalla passione per Princesse, accetta di diventare suo complice nell'omicidio di Antoine. Dopo un primo tentativo andato a vuoto, Antoine intuisce le intenzioni dei due amanti, e scrive una lettera, che consegna alla moglie Madeleine, in cui incolpa Alain e Princesse della sua eventuale morte.
Durante un giro in barca dei tre personaggi, Antoine minaccia con una pistola Alain ma improvvisamente, a causa del moto ondoso, cade in acqua. I due amanti invece che soccorrerlo lo lasciano affogare tra le onde, salvo scoprire subito dopo che l’arma, che era caduta sul fondo della barca, era scarica e non avrebbe potuto sparare. Durante una visita al bar dove lavora Madeleine, la donna mostra ad Alain la lettera, offrendogli una lauta ricompensa se denuncia Princesse, verso la quale nutre un odio profondo. In caso contrario, rivelerà tutto alla polizia. Alain e Princesse decidono di prendere il primo volo per Londra. Trovano i soldi che Antoine teneva nascosti e corrono all'aeroporto, dove vedono, in lontananza, Madeleine. Quando viene richiamato per un futile motivo (ha dimenticato la carta d'imbarco), Alain, credendosi scoperto, scappa. Colti alla sprovvista da questa fuga, gli agenti lo inseguono e infine gli sparano, uccidendolo. Princesse, correndo verso l'amato, viene investita da un mezzo e muore.

## Produzione
Vagamente ispirato a Il postino suona sempre due volte, il film è il terzo e ultimo della trilogia diretta da Luigi Scattini e interpretata da Zeudi Araya ed è quello che ha maggiormente soddisfatto il regista.
La sceneggiatura è opera di Massimo Felisatti e Fabio Pittorru, autori di genere giallo e noir.

### Riprese
La pellicola è interamente girata sull'isola di Trinidad, con il supporto degli abitanti locali.

## Accoglienza

### Critica
(FilmTv.it)

## Colonna sonora
Anche in questo terzo film interpretato da Zeudi Araya e diretto da Luigi Scattini, la colonna sonora è composta da Piero Umiliani. Il commento sonoro è stato pubblicato in LP nel 1974 dall'etichetta discografica Sound Work Shop ed è stato ristampato nel 1999 da Easy Tempo in LP e CD e nuovamente nel 2015 da Schema, ancora in LP e CD.

### Tracce
1. Free Life (vocals) – 5:16
2. Tidal Stream – 2:33
3. In the End (instrumental) – 4:07
4. Hard Times – 4:20
5. Stream (alternative) – 2:07
6. Princess (alternative) – 3:40
7. Chaser – 1:28
8. Stream (alternative intro) – 1:56
9. The Body – 3:27
10. White Sand (extended) – 3:48
11. In the End – 4:06
12. In the Village – 2:30
13. Free Life (extended) – 3:47
14. Princess (extended intro) – 3:03
15. Stream – 2:02
16. Savana – 2:41
17. Dusken – 2:02
18. Desert Island – 1:54
19. Princess – 3:40